# Лашкарёв, Сергей Лазаревич
Сергей Лазаревич Лашкарёв (23 февраля 1739 — 6 октября 1814) (груз. ლაშკარაშვილი ბიბილური, Лашкарашвили-Бибилури) — российский генерал-майор и тайный советник грузинского происхождения. Характеризовался как искусный дипломат. По одной из оценок принадлежал «к замечательным явлениям века Екатерины Великой». В 1807 году был отправлен в отставку в связи с подписанием им соглашения с Османской империей, явно нарушающего интересы российской стороны.

## Биография
Родился в Москве, в семье грузинского князя Ла́заря Григориевича Лашкарашвили, который прибыл в Россию из Грузии вместе с царем Вахтангом VI.
Владел в совершенстве десятью языками: турецким, персидским, арабским, татарским, грузинским, армянским, древне- и новогреческим, французским, итальянским. Знал также латынь. Был послан в 1770-х гг. в Константинополь и вёл тайные переговоры с Портой, в результате которых, выговорил русскому флоту право входить в Дарданелльский пролив. Когда при начале 1-й турецкой войны (1768—1774 гг.) русский посол Обресков был заключён под арест, Лашкарёв оставался при посольстве для наблюдения за свитой посла и для защиты торговых интересов русских подданных. Он фактически управлял всеми сношениями России с турецким правительством и, несмотря на строгий надзор, который был установлен за всеми принадлежащими к составу посольства лицами, вёл переписку не только с бывшим в заключении резидентом, но и с графом А. Г. Орловым, находившимся в Архипелаге с русским флотом, и с графом П. А. Румянцевым. Лашкарёв успел благополучно закончить дела всех русских купцов и отправить их из турецких пределов на разных иностранных судах под различными вымышленными именами в Россию через Голландию; тогда же были им доставлены важные секретные сведения в Петербург и в Вену к кн. Д. М. Голицыну. Заведуя миссией, Лашкарёв оказывал поддержку начавшимся тогда волнениям в Эпире и Греции; не раз ему грозила серьёзная опасность от турецкой черни, но всегда он спасался, благодаря находчивости, знанию турецкого языка и умению обращаться с турками. Когда турецкое правительство признало ненужным дальнейшее пребывание Лашкарёва в столице, он с семейством Обрескова выехал в 1771 в Россию и в 1772 прибыл в Петербург, где был назначен «трёх коллегий переводчиком»
Лашкарёв находился в числе лиц, отправленных на Фокшанский конгресс, а оттуда он был послан в Архипелаг, на остров Негропонт, с важными секретными поручениями от главнокомандующего армией Румянцева
После заключения Кючук-Кайнарджийского мира Лашкарёв вместе с поверенным в делах, полковником Петерсоном, был послан в Константинополь для обмена не только русских пленных, но и других христиан.
До отправления на родину христианских пленных Лашкарёв содержал их детей на своем иждивении, так как турки старались использовать их бедственное положение, чтобы обратить в магометанство. После он отправился в Дарданеллы для препровождения на 30-ти купеческих судах жителей разных островов Архипелага. Кн. Н. В. Репнин поручил Лашкарёву вместе с офицерами Сикстелем и С. Н. Плещеевым собрать нужную информацию и снять планы с крепостей, находившихся на берегах Чёрного и Азовского морей. 
Затем ему было дано провести через Дарданеллы пять русских купеческих судов, стоявших у Тенедоса под присмотром военного фрегата «Северный Орел». Благодаря хорошим отношениям Лашкарёва с правительством Порты и личному знакомству с Дарданелльским комендантом, были проведены не только купеческие суда, но и военный фрегат, хотя в то время это было нарушением конвенций; 14 ноября 1776 русский фрегат был проведён на место стоянки английских и французских крейсеров, — с этого времени вплоть до середины XIX века русские суда уже пользовались и правом прохода через Дарданеллы.
За этот важный успех Лашкарёв получил чин коллежского асессора и землю в Славянском уезде Екатеринославской губернии.
В 1779 он был назначен генеральным консулом в Синоп, а затем с 1780 по 1782 г. — генеральным консулом в Молдавию, Валахию и Бессарабию и принимал деятельное участие в переговорах с Турцией, касавшихся вопросов торговли и приема переселенцев. По его ходатайству Турция предписала правителям Молдавии не препятствовать русским подданным в свободном возвращении на родину. Он во многом способствовал получению русскими торговыми судами свободного входа в Дунай и в порты Бессарабии.
После успешного окончания переговоров Лашкарёв 12 октября 1782 удостоился Высочайшей благодарности и получил чин надворного советника.
25 октября 1782 г. Лашкарёва назначили резидентом при последнем крымском хане Шагин-Гирее. В Петербурге ему были даны соответствующие указания, направленные на решение вопроса о присоединении Крыма к России.
В Крым он отправился 31 января 1783 года. Задача, поставленная Лашкарёву, заключалась главным образом в том, чтобы склонить Шагин-Гирея отказаться от покровительства Турции, согласиться оставить Крым и переехать в Россию, — чем достигалось окончательное присоединение Крыма. Лашкарёв сумел за три месяца приобрести неограниченное доверие и уважение хана. Ему удалось склонить хана просить покровительства императрицы Екатерины ІІ и разрешения переехать в Россию (За это 28 июня того же года Лашкарёв получил чин канцелярии советника, имение в потомственное владение и 400 душ в Белорусской губернии; кроме того, императрица уплатила его долги в 12000 руб. и подарила из собственной шкатулки бриллиантовый перстень.).
За труды по присоединению Крыма Лашкарёв был пожалован 22 сентября 1780 года орденом Владимира 4-й ст. и, не в пример прочим, получил разрешение на приезд ко Двору и вход «за кавалергардов», чем выказывалось особенное монаршее расположение.
18 июня 1784 года Потемкин послал Лашкарёву пожалованную ему Екатериной II медаль, выбитую по случаю присоединения к России Таврической области, как человеку, приложившему много труда в этом деле.
2 марта 1786 года Лашкарёв был назначен поверенным по делам с Персией, получил отправительную грамоту, но Г. А. Потёмкин удержал его при себе для особых поручений по азиатским делам.
Ещё 21 декабря 1782 года грузинский царь Ираклий II обратился к Екатерине II с просьбой о принятии Грузии под покровительство России. «Всенижайше осмеливаемся мы просить, — писал Ираклий II, — дабы всем е. в. покровительством защищены были мы и области наши».
В конце 1786 Лашкарёв отправился в Константинополь для переговоров с Портой о высказываемом царевичами Грузинскими и Имеретинскими желании отдаться под покровительство России; возвратившись из Константинополя, Лашкарёв остался при Потемкине, находившемся в это время в Крыму, и был в свите императрицы Екатерины II в путешествии по Таврической области. Он был при Потемкине и в период русско-турецкой войны вплоть до самой его смерти.
16 декабря 1784 г. Лашкарёв получил землю в Полтавской губернии, а 22 ноября 1788 ему было пожаловано 4000 десятин земли и сад Судакской долине в Крыму. Тогда же Лашкарёв был произведен в статские советники, а после взятия Очакова сопровождал в Петербург пленного очаковского пашу. Возвратившись из Петербурга, Лашкарёв управлял Молдавским княжеством и заседал в диване. В продолжении всей русско-турецкой войны Потемкин, а впоследствии Н. В. Репнин неоднократно направляли его в Шумлу к великому визирю с целью переговоров о заключении мира. 20 апреля 1791 Лашкарёв получил письмо из Рима от Толедского кардинала, в котором ему была выражена благодарность за то, что во время переговоров о мире он позаботился о судьбе католиков в Молдавии и оказал им помощь.
Лашкарёв был назначен третьим полномочным для заключения мира, участвовал во всех 13 конференциях, проведённых в Яссах с 10 ноября по 29 декабря 1791 г., подписал мирный договор.
В Ясском трактате сказано, что для постановления, заключения и подписания мирного договора были избраны со стороны России Сергей Лашкарёв — статский советник; Александр Самойлов — генерал-поручик, действительный камергер и Иосиф Де Рибас — генерал-майор, командующий гребным флотом. Со стороны Турции были Ессеид Абдуллаг Бири, Ессеид Ибраим Исмет и Иеввель Мугамед Дурри.
После заключения мира он был назначен членном Коллегии иностранных дел, и ему было поручено управление азиатскими делами с правом личного доклада Екатерине II.
Екатерина II всегда очень ценила Лашкарёва, также ценил его и император Павел I. Он назначил Лашкарёва руководителем азиатского департамента Государственной коллегии иностранных дел и пожаловал ему землю в Литовской губернии. 23 февраля 1799 Лашкарёв получает чин тайного советника, с этого времени Лашкарёв являлся к Павлу I еженедельно с личным докладом.
Кроме подаренных ему в России Белорусского, Екатеринославского и Крымского имений, грузинский царевич Георгий в 1798 г. подарил Лашкарёву имение в Горийском уезде. За особые заслуги в области восточной политики Павел I сам придумал весьма замысловатый герб для семейства Лашкарёвых.
В 1800 Лашкарёв, в качестве помощника графа Ф. И. Ростопчина, принял живейшее участие и в переписке с Турцией и Грузией о присоединении последней к России. Заведование грузинскими делами осталось за Лашкарёвым и при Александре І. При ближайшем его участии состоялось и окончательное присоединение Грузии к России. 
4 января 1804 он вышел в отставку, был награждён бриллиантовой табакеркой с императорским вензелем и удалился в своё имение. В марте 1807 Лашкарёв был вызван в Тильзит и оттуда отправлен в Яссы и Бухарест для управления Молдавией и Валахией, в звании председателя обоих диванов (28 июня 1807). Он отправился в турецкий лагерь для переговоров с великим визирем о мире и был принят им с уважением. Лашкарёв по неизвестным мотивам подписал соглашение, явно противоречащее интересам российской стороны. Это соглашение, в частности, предусматривало возврат турецкой стороне взятых в бою кораблей и отход российских войск за Днестр. В связи с этим Александр I отправил Лашкарёва в отставку и тот вернулся в свои имения в Витебской губернии и прожил там до кончины почти безвыездно.
Советский историк  Г. Л. Кессельбреннер приводит о Лашкарёве такую историю: «В 1812 году один из французских отрядов под командованием полковника, орудовавшего в Витебской губернии, ворвался для грабежа в Дымово — имение С. Л. Лашкарёва. Командир первым вбежал в барский дом, но вдруг остановился как вкопанный. Надо же такому случиться — полковник узнал Сергея Лазаревича, с которым был коротко знаком. Потрясенный Лашкарёв глазам своим не поверил: перед ним стоял бывший французский дипломат полковник Гильемино, тот самый Гильемино, которого он каких-то пять лет тому назад даже представлял к награде… Командир отряда быстро вывел мародеров из имения, и оно уцелело…»
Лашкарёв похоронен в одном из своих имений в Витебской губернии.
Лашкарёв пользовался особым расположением и доверием князя Потемкина, который подарил ему личную Андреевскую бриллиантовую звезду, а за два года до смерти в знак своего особого расположения — перстень со своим рельефным изображением на голубом камне. Этот перстень Лашкарёв передал своему старшему сыну генерал-майору Павлу Сергеевичу. Кроме того, утверждается, что Лашкарёв был на «ты» с вице-канцлером А. А. Безбородко, а с А. В. Суворовым переписывался и пользовался его большим уважением.
По неуточнённым причинам, некоторые современники считали Лашкарёва армянином, а не грузином, что отразилось, например, в следующей, не слишком благожелательной цитате: «Лошкарев, армянин, человек очень маленького роста, всего четырех футов вышины; он имел, кажется, только одно хорошее качество, а именно: превосходно знал все восточные языки, это и заставило его в 1791 году, на Ясском конгрессе, сделаться переводчиком. Он очень недолго оставался в нашей армии».

## Награды
- Орден Святого Владимира 3-й ст.
- Орден Святого Владимира 4-й ст.
- Орден Святой Анны 2 ст.
- Орден Святой Анны 1 ст.
- Орден Святого Иоанна Иерусалимского командорский крест

## Семья
Был женат на дочери генерального консула Женевской республики в Константинополе Констанции Ивановне Дюнант. Дети:
- Павел Сергеевич (1776—1857) — генерал-лейтенант, участник Отечественной войны 1812 г.
- Иван Сергеевич
- Александр Сергеевич (1779—1849) — генерал-лейтенант, георгиевский кавалер.
- Сергей Сергеевич (1782—1858) — дипломат, тайный советник, член Совета министра иностранных дел.
- Андрей Сергеевич
- Григорий Сергеевич (1788—1849) — государственный деятель Российской империи, сенатор, генерал-лейтенант.
- Елена Сергеевна, в замужестве Карнеева — жена генерал-лейтенанта, сенатора Егора Васильевича Карнеева

- Портрет Павла Сергеевича работы неизвестного художника, 1830-е гг.
- Портрет Александра Сергеевича с детьми работы Евграфа Крендовского, 1830-е гг.